# Balnafoich
Balnafoich is een dorp in de Schotse lieutenancy Inverness in het raadsgebied Highland ongeveer 11 kilometer ten zuiden van Inverness.